# Plumulariidae
Famille
Synonymes
- Plumularidae McCrady, 1859[1]

Les Plumulariidae sont une famille de cnidaires hydrozoaires qui forment des colonies pinnées (en forme de plumes), de l'ordre des Leptothecata.

## Liste des genres
Selon World Register of Marine Species (3 septembre 2023) :
- genre Antomma Stechow, 1919
- genre Callicarpa Fewkes, 1881
- genre Cladacanthella Calder, 1997
- genre Dentitheca Stechow, 1920
- genre Hippurella Allman, 1877
- genre Monotheca Nutting, 1900
- genre Nemertesia Lamouroux, 1812
- genre Plumularia Lamarck, 1816
- genre Pseudoplumaria Ramil & Vervoort, 1992
- genre Schizoplumularia Ansín Agís, Ramil & Calder, 2016
- genre Sciurella Allman, 1883
- genre Sibogella Billard, 1911

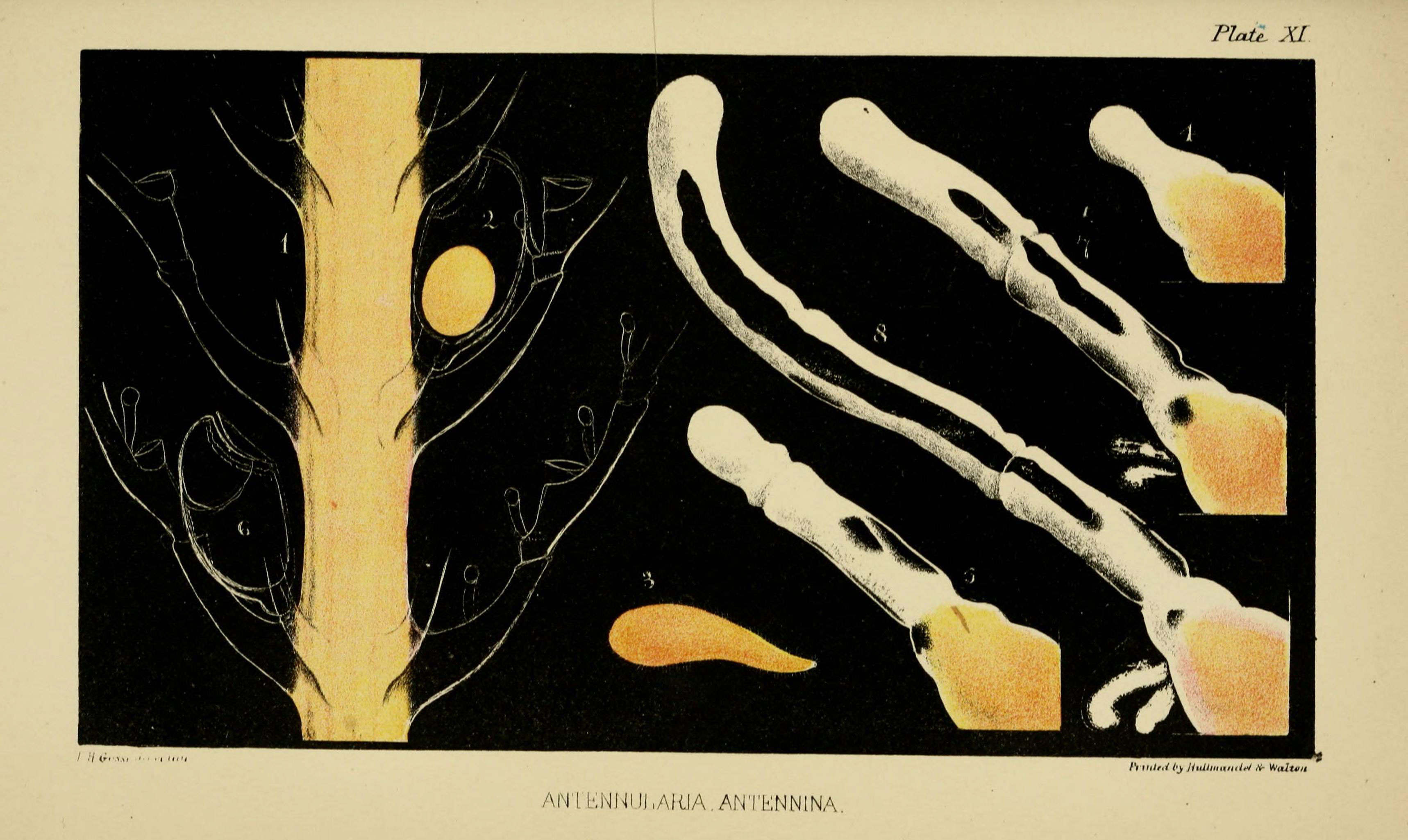
Nemertesia antennina
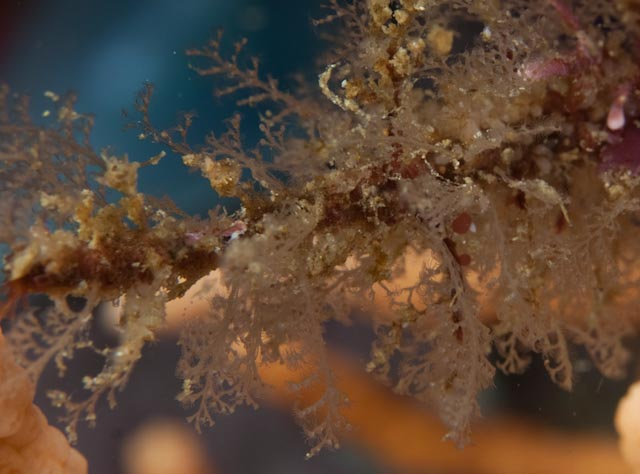
Plumularia setacea

## Publication originale
- (en) John McCrady, « Gymnopthalmata of Charleston Harbor », Proceedings of the Elliott Society of Natural History of Charleston, South-Carolina, Charleston, Inconnu, vol. 1,‎ 1859, p. 103-221 (OCLC 2446677, lire en ligne).